# Championnats italiens de skyrunning
Les championnats italiens de skyrunning (en italien : Campionati italiani di skyrunning) sont les championnats nationaux de skyrunning en Italie, organisés chaque année par la Fédération italienne de skyrunning (FISKY) depuis 2003, avec le patronage de la Fédération internationale de skyrunning (ISF).

## Éditions
Jusqu'en 2010, les championnats avaient un classement unique. À partir de l'édition 2011, des titres ont été décernés dans les différentes spécialités de skyrunning. En 2020, les championnats sont annulés en raison de la pandémie de Covid-19.
| Édition | Année | Spécialité                    | Date                   | Course (lieu)                                  | Remarques |
| ------- | ----- | ----------------------------- | ---------------------- | ---------------------------------------------- | --------- |
| 9e      | 2011  | SkyRace                       | 26 juin-11 septembre   | 3 courses                                      | [ 3 ]     |
| 9e      | 2011  | SkyMarathon                   | 3 juillet              | Maratona del Cielo (Aprica)                    |           |
| 9e      | 2011  | Kilomètre vertical            | 28 août                | Trofeo Latemar Vertical Kilometer (Predazzo)   |           |
| 10e     | 2012  | SkyRace                       | 17 juin-2 septembre    | 4 courses                                      | [ 4 ]     |
| 10e     | 2012  | SkyMarathon                   | 1 juillet-16 septembre | 4 courses                                      |           |
| 10e     | 2012  | Ultra SkyMarathon             | 23 septembre           | Trail d'Oulx (Oulx)                            |           |
| 10e     | 2012  | Kilomètre vertical            | 2 juin-14 octobre      | 4 courses                                      |           |
| 11e     | 2013  | SkyRace                       | 30 juin-8 septembre    | 5 courses                                      | [ 5 ]     |
| 11e     | 2013  | Ultra SkyMarathon             | 16 juin-20 octobre     | 3 courses                                      |           |
| 11e     | 2013  | Kilomètre vertical            | 2 juin-2 août          | 3 courses                                      |           |
| 12e     | 2014  | SkyRace                       | 15 juin                | International Skyrace Carnia (Paluzza)         | [ 6 ]     |
| 12e     | 2014  | Ultra SkyMarathon             | 13 septembre           | Sella Ronda Trail Running (Dolomiti)           |           |
| 12e     | 2014  | Kilomètre vertical            | 31 août                | Trofeo Latemar Vertical Kilometer (Predazzo)   |           |
| 13e     | 2015  | SkyRace                       | 23 août                | La Veia Skyrace (Val Bognanco)                 | [ 7 ]     |
| 13e     | 2015  | SkyMarathon                   | 5 juillet              | SkyMarathon Sentiero 4 Luglio (Corteno Golgi)  |           |
| 13e     | 2015  | Ultra SkyMarathon             | 2 août                 | Royal Ultra SkyMarathon (Ceresole Reale)       |           |
| 13e     | 2015  | Kilomètre vertical            | 26 juillet             | Kilomètre vertical Col de Lana (Arabba)        | [ 8 ]     |
| 14e     | 2016  | SkyRace                       | 19 juin                | International Skyrace Carnia (Paluzza)         | [ 9 ]     |
| 14e     | 2016  | SkyMarathon                   | 2 juillet              | Sentiero 4 Luglio (Corteno Golgi)              |           |
| 14e     | 2016  | Ultra SkyMarathon             | 10 juillet             | Cervino Xtrail 55 km (Cervino)                 |           |
| 14e     | 2016  | Kilomètre vertical            | 11 juin                | New Balance Cervino Mattheron (Cervino)        | [ 10 ]    |
| 15e     | 2017  | SkyRace                       | 17 septembre           | New Balance Cervino Matterhorn (Cervino)       |           |
| 15e     | 2017  | SkyMarathon                   | 12 septembre           | La Via di Annibale (Usseglio)                  | [ 11 ]    |
| 15e     | 2017  | Ultra SkyMarathon             | 11 juin                | Ultra Serra di Celano (Celano)                 |           |
| 15e     | 2017  | Kilomètre vertical            | 11 juin                | Lattebusche VK (Domegge di Cadore)             | [ 12 ]    |
| 16e     | 2018  | SkyRace                       | 16 septembre           | Pasturo                                        | [ 13 ]    |
| 16e     | 2018  | SkyMarathon                   |                        | Corteno Golgi                                  | [ 13 ]    |
| 16e     | 2018  | SkyRace en double             | 3 juin                 | Verbania                                       | [ 13 ]    |
| 16e     | 2018  | Kilomètre vertical            | 30 septembre           | Valgoglio                                      | [ 13 ]    |
| 16e     | 2018  | Sprint vertical               | 27 mai                 | Milan                                          | [ 13 ]    |
| 17e     | 2019  | SkyRace                       | 16 juin                | SkyRace Carnia (Paluzza)                       | [ 14 ]    |
| 17e     | 2019  | SkyMarathon                   | 7 juillet              | SkyMarathon Sentiero 4 Luglio (Corteno Golgi)  | [ 14 ]    |
| 17e     | 2019  | Kilomètre vertical (<2 000 m) | 17 mai                 | Positano Agerola Vertical (Agerola)            | [ 14 ]    |
| 17e     | 2019  | Kilomètre vertical (>2 000 m) | 13 octobre             | This Is Vertical Race (Valgoglio)              | [ 14 ]    |
| 17e     | 2019  | SkyScraper                    | 14 avril               | Allianz Vertical Skyrun (Milan)                | [ 14 ]    |
| 18e     | 2020  | SkyRace                       | 6 septembre            | Rosetta Skyrace (Rasura)                       | [ 15 ]    |
| 18e     | 2020  | SkyMarathon                   | 29 août                | La Via di Annibale (Usseglio)                  | [ 15 ]    |
| 18e     | 2020  | Kilomètre vertical (<2 000 m) | 29 mai                 | Positano Agerola Vertical (Agerola)            | [ 15 ]    |
| 18e     | 2020  | Kilomètre vertical (>2 000 m) | 27 septembre           | This Is Vertical Race (Valgoglio)              | [ 15 ]    |
| 19e     | 2021  | SkyRace                       | 5 septembre            | Rosetta Skyrace (Rasura)                       | [ 16 ]    |
| 19e     | 2021  | SkyMarathon                   | 12 septembre           | Misurina SkyMarathon (Misurina)                | [ 16 ]    |
| 19e     | 2021  | Kilomètre vertical (<2 000 m) | 28 mai                 | Positano Agerola Vertical (Agerola)            | [ 16 ]    |
| 19e     | 2021  | Kilomètre vertical (>2 000 m) | 26 septembre           | This Is Vertical Race (Valgoglio)              | [ 16 ]    |
| 19e     | 2021  | SkySpeed                      | 18 septembre           | Cut Vertical Sky Speed (Castellaneta)          | [ 16 ]    |
| 20e     | 2022  | SkyRace                       | 21 août                | Cima d'Asta SkyRace (Pieve Tesino)             | [ 17 ]    |
| 20e     | 2022  | SkyMarathon                   | 3 juillet              | SkyMarathon Sentiero 4 Luglio (Corteno Golgi)  | [ 17 ]    |
| 20e     | 2022  | Ultra SkyMarathon             | 23 juillet             | Orobie Skyraid (Ardesio)                       | [ 17 ]    |
| 20e     | 2022  | Kilomètre vertical            | 1er octobre            | VK 70 OSA (Valmadrera)                         | [ 17 ]    |
| 21e     | 2023  | SkySnow Classic               | 18 février             | Gressoney Weissrunner (Gressoney-Saint-Jean)   | [ 18 ]    |
| 21e     | 2023  | SkySnow Vertical              | 18 mars                | Luse SkySnow Vertical (Domobianca)             | [ 18 ]    |
| 21e     | 2023  | SkyRace                       | 13 mai                 | Monte Zerbion SkyRace (Châtillon)              | [ 18 ]    |
| 21e     | 2023  | Double kilomètre vertical     | 24 juin                | K2 Valtellina Extreme Vertical Race (Talamona) | [ 18 ]    |
| 21e     | 2023  | Ultra SkyMarathon             | 22 juillet             | Orobie Skyraid (Ardesio)                       | [ 18 ]    |
| 21e     | 2023  | Kilomètre vertical            | 2 septembre            | Valgerola Vertical (Rasura)                    | [ 18 ]    |
| 21e     | 2023  | SkyMarathon                   | 3 septembre            | Maga SkyMarathon (Serina)                      | [ 18 ]    |
| 21e     | 2023  | SkySpeed                      | 10 novembre            | Cut Vertical (Castellaneta)                    | [ 18 ]    |
| 22e     | 2024  | SkySnow Classic               | 3 février              | Gressoney Weissrunner (Gressoney-Saint-Jean)   | [ 19 ]    |
| 22e     | 2024  | Ultra SkyMarathon             | 22 juin 20 juillet     | Memorial Ultra Scalve Trail (Colere)           | [ 19 ]    |
| 22e     | 2024  | SkyMarathon                   | 6 juillet              | Monte Rosa Walser Waeg (Gressoney-Saint-Jean)  | [ 19 ]    |
| 22e     | 2024  | Kilomètre vertical            | 29 septembre           | Melavertical (Villa di Tirano)                 | [ 19 ]    |
| 22e     | 2024  | Sky (juniors)                 | 6 octobre              | Tartufo Running (Calestano)                    | [ 19 ]    |
| 22e     | 2024  | Vertical                      | 20 octobre             | Morissolo Vertical (Cannero Riviera)           | [ 19 ]    |
| 22e     | 2024  | SkyRace                       | 27 octobre             | Bellagio Skyrace (Bellagio)                    | [ 19 ]    |
| 22e     | 2024  | SkySpeed                      | 8 novembre             | Cut Vertical (Castellaneta)                    | [ 19 ]    |
| 23e     | 2025  | SkySnow Vertical              | 1er février            | Gressoney Weissrunner (Gressoney-Saint-Jean)   | [ 21 ]    |
| 23e     | 2025  | SkySnow Classic               | 15 février             | Teglio Sunset Winter Run (Prato Valentino)     | [ 21 ]    |
| 23e     | 2025  | SkyRace                       | 1er mai                | Trofeo Dario & Willy (Valmadrera)              | [ 21 ]    |
| 23e     | 2025  | Ultra SkyMarathon             | 19 juillet             | Memorial Ultra Scalve Trail (Colere)           | [ 21 ]    |
| 23e     | 2025  | SkyMarathon                   | 5 octobre              | Tartufo Running (Gressoney-Saint-Jean)         | [ 21 ]    |
| 23e     | 2025  | Kilomètre vertical            | 19 octobre             | Morissolo Vertical (Cannero Riviera)           | [ 21 ]    |

## Champions

### Titre unique
| Année | Vainqueur hommes    | Gagnante femmes        |
| ----- | ------------------- | ---------------------- |
| 2003  | Mario Poletti       | Maria Giovanna Cerutti |
| 2004  | Fabio Bonfanti      |                        |
| 2005  | Lucio Fregona       | Daniela Gilardi        |
| 2006  | Lucio Fregona       | Emanuela Brizio        |
| 2007  | Fulvio Dapit        | Emanuela Brizio        |
| 2008  | Paolo Larger        | Emanuela Brizio        |
| 2009  | Matteo Piller Hofer | Paola Romanini         |
| 2010  | Tadei Pivk          | Emanuela Brizio        |

### Titres de spécialité
|       | Sky                 | Sky              | Marathon           | Marathon           | Ultra                | Ultra               | Vertical           | Vertical         | Vertical Sprint  | Vertical Sprint   |
| Année | Vainqueur hommes    | Gagnante femmes  | Vainqueur hommes   | Gagnante femmes    | Vainqueur hommes     | Gagnante femmes     | Vainqueur hommes   | Gagnante femmes  | Vainqueur hommes | Gagnante femmes   |
| 2011  | Mikhail Mamleev     | Emanuela Brizio  | Titta Scalet       | Emanuela Brizio    |                      |                     | Urban Zemmer       | Erika Forni      |                  |                   |
| 2012  | Franco Sancassani   | Debora Cardone   | Tadei Pivk         | Silvia Serafini    | Fabio Bazzana        | Silvia Serafini     | Marco De Gasperi   | Debora Cardone   |                  |                   |
| 2013  | Tadei Pivk          | Silvia Serafini  |                    |                    | Clemente Berlingheri | Emanuela Brizio     | Marco Facchinelli  | Elisa Compagnoni |                  |                   |
| 2014  | Tadei Pivk          | Emanuela Brizio  | Georg Piazza       | Silvia Rampazzo    | Nicola Pedergnana    | Stéphanie Jiménez   |                    |                  |                  |                   |
| 2015  | Dennis Brunod       | Emanuela Brizio  | Tadei Pivk         | Emanuela Brizio    | Fulvio Dapit         | Raffaella Miravalle | Manfred Reichegger | Francesca Rossi  |                  |                   |
| 2016  | Nicolò Francescatto | Silvia Rampazzo  | Tadei Pivk         | Silvia Rampazzo    | Franco Collé         | Katia Fori          | Hannes Perkmann    | Francesca Rossi  |                  |                   |
| 2017  | Daniel Antonioli    | Lisa Buzzoni     | Stefano Castagneri | Cristiana Follador | Antonio Carfagnini   | Tamara Ferrante     | Manuel Da Col      | Francesca Rossi  |                  |                   |
| 2018  | Daniel Antonioli    | Lisa Buzzoni     | Cristian Minoggio  | Elisa Desco        |                      |                     | Patrick Facchini   | Elena Nicolini   | Emanuele Manzi   | Valentina Belotti |
| 2019  | Daniele Cappelletti | Silvia Rampazzo  | Daniel Antonioli   | Daniela Rota       | Fabio Pasini         | Samantha Galassi    | Fabio Ruga         | Elisa Sortini    |                  |                   |
| 2021  | William Boffelli    | Elisa Desco      | Eddj Nani          | Laura De Cian      | Manuel Da Col        | Raffaela Tempesta   | William Boffelli   | Fabiola Conti    |                  |                   |
| 2022  | Luca Del Pero       | Giulia Pol       | Cristian Minoggio  | Fabiola Conti      | Cristian Minoggio    | Martina Valmassoi   | Marcello Ugazio    | Chiara Giovando  |                  |                   |
| 2023  | Lorenzo Beltrami    | Giulia Pol       | Cristian Minoggio  | Giulia Saggin      | Luca Arrigoni        | Camilla Spagnol     | Marcello Ugazio    | Benedetta Broggi |                  |                   |
| 2024  | Ahmed El Mazoury    | Camilla Magliano | Cristian Minoggio  | Roberta Jacquin    | Cristian Minoggio    | Daniela Rota        | Andrea Elia        | Giulia Murada    |                  |                   |
| 2025  | Lorenzo Beltrami    | Cecilia Basso    |                    |                    | Mattia Tanara        | Melissa Paganelli   |                    |                  |                  |                   |

## Crédit d’auteurs
- (en) Cet article est partiellement ou en totalité issu de l’article de Wikipédia en anglais intitulé « Italian Skyrunning Championships » (voir la liste des auteurs).